# Baille-Maille-Lindenallee

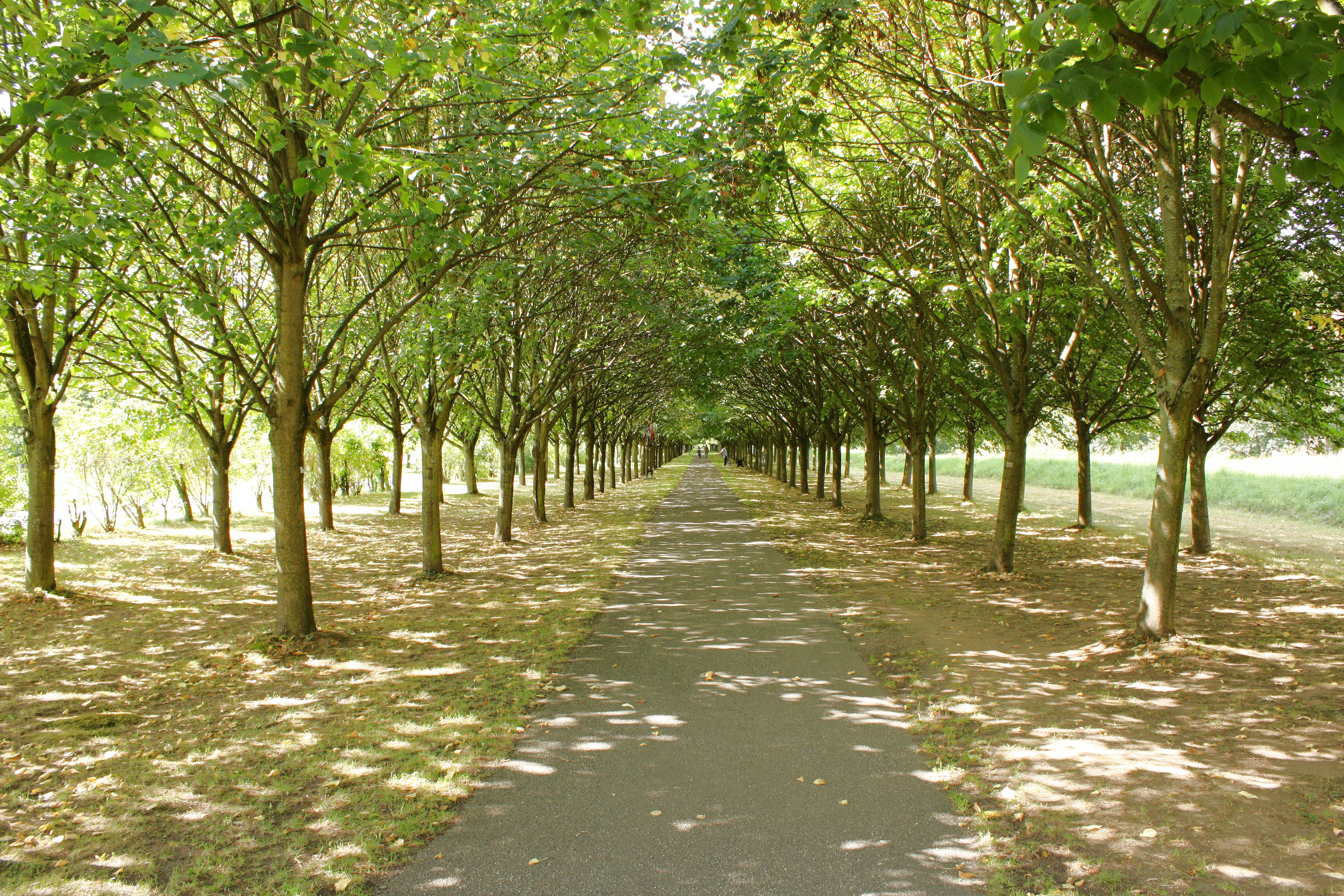
Baille-Maille-Allee zu Himmelkron, 2008

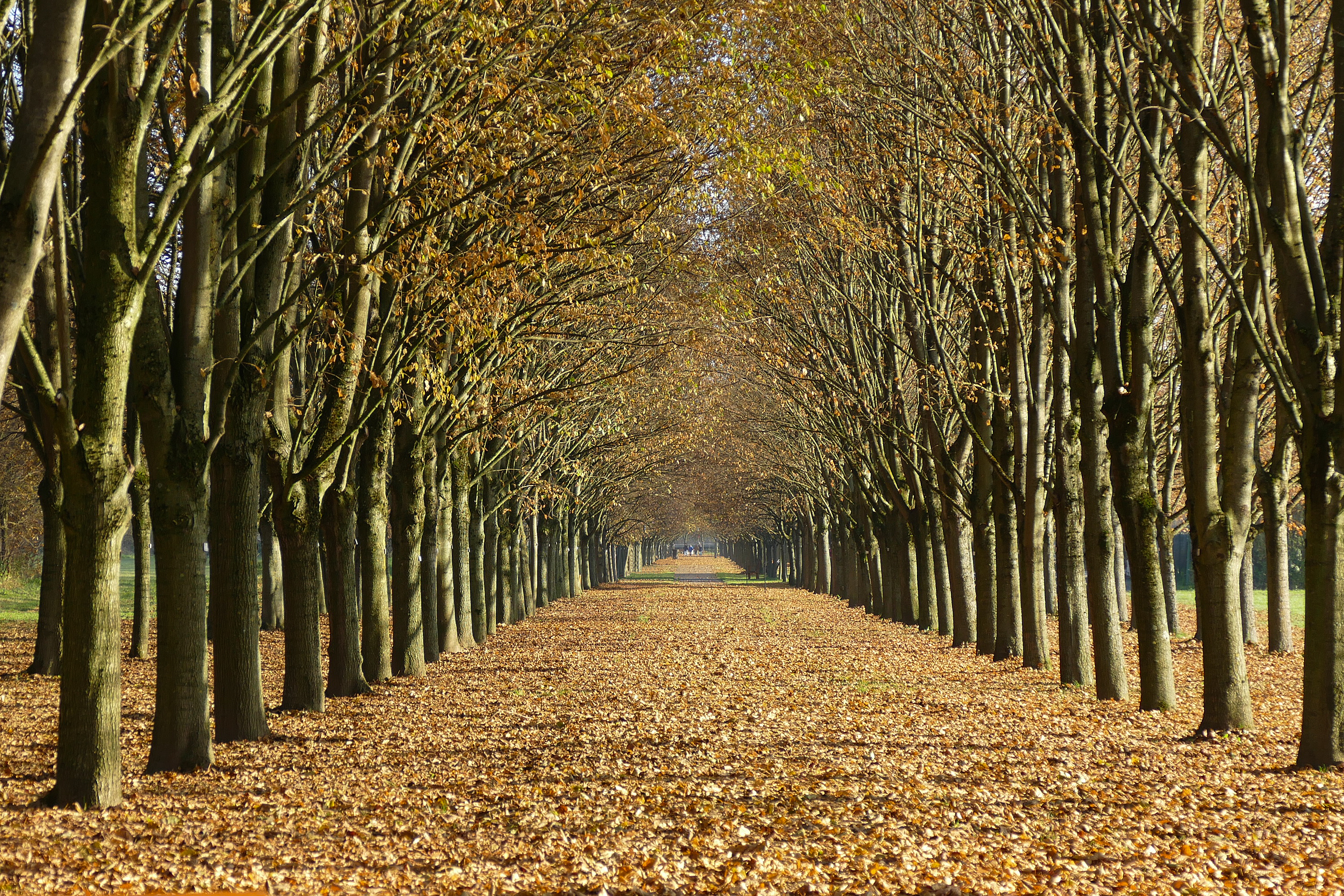
Die Lindenallee der 160 Bäume im Herbst, 2015

Die Baille-Maille-Lindenallee ist eine von Lindenbäumen gesäumte Allee in der oberfränkischen Gemeinde Himmelkron im Landkreis Kulmbach.

## Geschichte
Die erste Lindenallee wurde 1662 bis 1663 in der Regierungszeit von Markgraf Christian Ernst angelegt. Die Allee war Teil der Veränderungsmaßnahmen, die aus dem ehemaligen Kloster Himmelkron ein Jagdschloss der Markgrafen machen sollten. Man spielte dort Paille-Maille, ein Kolben- oder Laufspiel. Ähnliche Alleen gab es in jener Zeit bei vielen Schlössern. Die Allee in Himmelkron war zu ihrer Zeit berühmt und wurde als die längste und schönste Europas bezeichnet. Der Pfarrer und Chronist Johann Ernst Teichmann berichtete 1739 von der Allee. Markgräfin Wilhelmine erwähnte sie in ihren Memoiren. 1792 wurde die Allee gegen den Widerstand der Bevölkerung von preußischen Soldaten abgeholzt, um den Staatshaushalt zu sanieren.
Am 17. Oktober 1986 wurden wieder 160 Bäume angepflanzt. Am 28. April 1992 pflanzte Regierungspräsident Erich Haniel die letzte Linde zum Gedenken an die Abholzung vor 200 Jahren. Im Jahr 2016 war die Allee Außenstelle der Landesgartenschau Bayreuth. 